# رالي ألمانيا 2015
رالي ألمانيا 2015 هو سباق رالي أقيم في الفترة من أغسطس 20 إلى 23 أغسطس 2015 في ترير. كان الجولة التاسعة ضمن بطولة العالم للراليات موسم 2015. تكون الرالي من 21 مرحلة.